# Hvalpsund (plaats)
Hvalpsund is een plaats in de Deense regio Noord-Jutland, gemeente Vesthimmerland. De plaats telt 682 inwoners (2008).